# Ideopsis catella
Ideopsis catella är en fjärilsart som beskrevs av Hans Fruhstorfer 1912. Ideopsis catella ingår i släktet Ideopsis och familjen praktfjärilar. Inga underarter finns listade i Catalogue of Life.